# Hotel Mario
Hotel Mario (с англ. — «Отель Марио») — логическая видеоигра с элементами платформера, разработанная студией Fantasy Factory и выпущенная фирмами Philips и Nintendo в 1994 году на платформе CD-i. Игрок должен помочь Марио спасти Принцессу Тоадстул, исследовав семь Купа-отелей, построенных Боузером.
Игра была выпущена после отказа Nintendo создавать CD-привод для Super Nintendo Entertainment System совместно с Philips. В качестве компенсации Philips получила права на создание игр с персонажами Nintendo для своей консоли CD-i. В результате было выпущено три игры по вселенной The Legend of Zelda и Hotel Mario. На создание игр было приложено очень малое время и Nintendo почти не участвовала в их разработке.
Hotel Mario получил довольно низкие оценки критиков и часто называется «Худшей игрой про Марио всех времён».

## Геймплей
Игрок должен, контролируя Марио, пройти все уровни в семи отелях и победить Боузера. Для того, чтобы пройти уровень, необходимо закрыть все двери номеров, находящиеся на нём, за определённое время. Первые шесть отелей содержат 10 уровней, а последний седьмой — 15 уровней. Игроку необходимо использовать лифты для перемещения по этажам и избегать столкновений с врагами.

## Сюжет
Сюжет игры повествуется в виде видеовставок между отелями.
Марио и Луиджи были приглашены Принцессой Тоадстул на пикник. Во время беседы о всевозможных блюдах, приготовленных принцессой, Марио обнаруживает записку, оставленную Боузером. В письме написано, что Боузер и его дети Купалинги захватили Грибное королевство, превратив его в курорт и построив семь Купа-отелей. Похитив принцессу, Боузер держит её в одном из отелей в качестве «Постоянного гостя». Марио и Луиджи отправляются на поиски принцессы, обыскивая отель за отелем. В конце концов, они находят личный отель Боузера, где заточена принцесса. Победив Боузера, Марио и Луиджи освобождают принцессу, за что она дарит героям по поцелую.

## См. Также
- YouTube Poop
- Link: The Faces of Evil и Zelda: The Wand of Gamelon